# Martin Hvastija
Martin Hvastija (Lubiana, 30 novembre 1969) è un ex ciclista su strada sloveno, professionista dal 1996 al 2005.

## Carriera
Durante la carriera professionistica ha collezionato una dozzina di successi, tra le quali una tappa alla Vuelta a Andalucía, una nella Corsa della Pace e due Grand Prix Kranj, correndo anche sei edizioni dei Grandi giri.
Si piazza diverse volte al Dwars door Vlaanderen: è quinto nel 1997, sesto nel 2000, nono nel 2001.

## Palmarès
- 1997 (Cantine Tollo-Carrier-Starplast, quattro vittorie)

1ª tappa Circuito Montañés (Santander > Muriedas)
3ª tappa Circuito Montañés (Colindres > Reinosa)
7ª tappa Circuito Montañés (Gijón > Potes)
Gran Prix Kranj
- 2000 (Alessio, una vittoria)

Gran Prix Istria 4
- 2001 (Alessio, due vittorie)

4ª tappa Vuelta a Andalucía (Cabra > Benalmádena)
Omloop Wase Scheldeboorden
- 2004 (Alessio-Bianchi, una vittoria)

5ª tappa Corsa della Pace (Görlitz > Breslavia)
- 2005 (Perutnina Ptuj, una vittoria)

Gran Prix Kranj

### Altri successi
- 1998 (Cantina Tollo-Alexia Alluminio)

Criterium di Kranj
- 1999 (Ballan-Alessio)

Criterium di Bolzano
- 2004 (Alessio-Bianchi)

Criterium di Medvode

## Piazzamenti

### Grandi Giri
- Giro d'Italia

1997: 99º
1998: 88º
1999: 75º
2001: 105º
2003: ritirato (18ª tappa)
- Tour de France

2002: 128º
2004:  ritirato (9ª tappa)
- Vuelta a España

1996: 99º
1997: 110º
1998: ritirato (19ª tappa)
2000: 114º
2001: ritirato (7ª tappa)
2004: ritirato (9ª tappa)

### Classiche monumento
- Milano-Sanremo

1999: ritirato
2002: ritirato
- Giro delle Fiandre

1998: 60º
2004: 114º
- Parigi-Roubaix

1998: 30º
2004: ritirato
- Giro di Lombardia

2000: ritirato
2002: ritirato
2004: ritirato

### Competizioni mondiali
- Campionati del mondo su strada

Catania 1994 - Cronosquadre Dilettanti: 8º
Valkenburg 1998 - Cronometro: 12º
Valkenburg 1998 - In linea: 18º
Treviso 1999 - Cronometro: 30º
Plouay 2000 - Cronometro: 23º
- Giochi olimpici

Sydney 2000 - Cronometro: 23º